# Chondrosum eriostachyum
Chondrosum eriostachyum là một loài thực vật có hoa trong họ Hòa thảo. Loài này được (Swallen) Clayton mô tả khoa học đầu tiên năm 1982.